# Jason Parker
Jason Parker (ur. 13 maja 1975 w Yorkton) – kanadyjski łyżwiarz szybki, srebrny medalista olimpijski.

## Kariera
Największy sukces w karierze Jason Parker osiągnął w 2006 roku, kiedy wspólnie z Justinem Warsylewiczem, Arne Dankersem, Stevenem Elmem i Dennym Morrisonem zdobył srebrny medal w biegu drużynowym na igrzyskach olimpijskich w Turynie. Był to jego jedyny start olimpijski. Nigdy nie zdobył medalu mistrzostw świata, jego najlepszym wynikiem było piąte miejsce w biegach na 1000 i 15000 m podczas mistrzostw świata na dystansach w Nagano w 2000 roku. Trzykrotnie stawał na podium indywidualnych zawodów Pucharu Świata: 25 stycznia 1997 roku w Davos był trzeci na 1500 m, 19 i 20 grudnia 1998 roku Chuncheon zajmował trzecie miejsce na dystansie 1000 m. W sezonie 1998/1999 zajął czwarte miejsce w klasyfikacji końcowej 1000 m. W 2006 roku zakończył karierę.